# Jacob Becker (Historiker)
Jacob Becker, auch Jakob Becker (* 30. Januar 1820 in Mainz; † 3. Dezember 1883 in Frankfurt am Main) war ein deutscher Gymnasiallehrer und Altertumsforscher. 
Jacob Becker besuchte das Gymnasium in Mainz und studierte anschließend von 1838 bis 1841 an der Universität Gießen. 1842 wurde er Gymnasiallehrer in Gießen, 1843 in Mainz, 1850 in Hadamar und ab 1854 an der Selektenschule in Frankfurt am Main, deren Direktor er von 1871 bis zu seinem Tode war.
Becker forschte und publizierte vor allem zur Altertumskunde und den römischen Denkmälern der Rheinlande, besonders seiner Heimatstadt Mainz (Moguntiacum) und von Frankfurt (Nida-Heddernheim). Ab 1863 war er Herausgeber des Domblattes, das sich für den Erhalt des Frankfurter Doms einsetzte.